# Arnould de Valenciennes
Pour les articles homonymes, voir Arnould.
Arnould fut investi de la marche de Valenciennes de 973 à son décès (vers 1011). Il fut également comte de Cambrai à la fin du Xe siècle. 

## Famille
Il est probablement le petit-fils du comte Isaac de Cambrai. On suppose qu'il est le fils du comte Arnould de Cambrai et d'une certaine Bertha, qui appartiendrait à la famille des comtes de Looz. Arnould de Valenciennes avait plusieurs frères : Hugues, Eudes, Régnier, Robert et Roger (mort en 983). Il avait une épouse nommée Liutgarde (peut-être une sœur d'Albert Ier de Namur) et un fils nommé Adalbert. Ce dernier le devança dans la tombe (il vivait encore en 998).

## Biographie
En 973, Régnier, fils du comte Régnier III de Hainaut, dépossédé de son comté et exilé par Brunon de Cologne, tue les comtes Renaud et Garnier, qui s'étaient partagé le Hainaut[réf. nécessaire]. L'empereur Otton II fit alors appel à Arnould, qu'il investit de la marche de Valenciennes, tandis que Godefroid de Verdun recevait le reste du Hainaut. 
En 979, Lothaire de France menace Cambrai, tandis qu'Otton II se trouve en Pologne. C'est alors le comte Arnould de Valenciennes, aidé du comte Godefroid du Hainaut, qui s'occupe de la défense du territoire et fait appel au duc Charles.
De même, Rothard, évêque de Cambrai, invoque l'assistance d'Arnould de Valenciennes et de Godefroid contre Eudes de Vermandois qui construisait un château fort à Vinchy, à quatre mille de la cité.
Lorsque Godefroid fut retenu prisonnier par Lothaire de France de 985 à 987, il est possible que ce soit Arnould qui ait administré tout le Hainaut. En 998, l'empereur rendit Mons à Régnier IV, mais Arnould conserva Valenciennes.
Vers la fin de sa vie, il fut constamment harcelé à Valenciennes par Baudouin IV de Flandre. Ainsi, le comte de Flandre s'empara en 1006 de la citadelle. Vers cette époque, il renonça probablement au comté de Cambrai, qu'il céda à l'évêque pour obtenir son appui dans sa lutte. En 1007 l'empereur Henri II conféra à l'évêque Erluin l'autorité comtale sur le territoire entier. Arnould ne survécut que peu de temps à cet abandon.
On a confondu Arnould de Valenciennes avec Arnould de Looz:
l'auteur de la vie de Baldéric II, évêque de Liège, raconte que celui-ci avait persuadé son parent Arnould de léguer ses biens à l'église de Liège s'il n'avait pas d'enfant. Arnould vieilli et malade se souvient de ce conseil et résolut de faire don de quelques alleux pour le salut de son âme ; il songeait même à transférer son castrum à Saint-Lambert. « Vous n'ignorez pas, écrivait-il à Baldéric, que des conflits fréquents ont eu lieu entre le comte de Flandre et moi au sujet de ce château ; il s'efforce avec obstination de le réduire sous son autorité ; une femme est incapable de défendre la place. » L'évêque, songeant aux liens de parenté qui l'unissaient à Arnould, était disposé à lui donner son appui, mais il déclarait ses forces insuffisantes pour une entreprise de ce genre ; sur ces entefaires, Arnould vint à mourir. Sa veuve Liutgarde alla personnellement invoquer Baldéric ; en route elle fut capturée par le comte Lambert de Louvain qui, brouillé avec l'évêque, voulut employer la comtesse à négocier une réconciliation. Elle s'y appliqua, en effet, et pour l'obtenir elle fit don à l'église de Liège de son propre alleu de Hanret.
Bien qu'Arnould ait été parent de Baldéric, en effet, Arnould descendait par sa mère, Bertha, de la famille de Looz, la donation a été faite par Lutgarde, veuve d'Arnould de Looz. 
Une charte de Baldéric II, datée de 1015, fait allusion aux événements rapportés par la Vita Balderici ; elle mentionne la mort du comte de Valenciennes, parent de l'évêque, et la donation faite par sa veuve tant en vue de son salut personnel qu'afin de réconcilier Lambert de Louvain.
Les actes de 1015 et de 1016 étant des faux, ce qui a été démontré par Léon Niermeyer et Jacques Stiennon (Etude sur le chartrier et le domaine de Saint-Jacques), on sait aujourd'hui que le donateur n'est pas Arnould de Valenciennes, mais Arnould de Looz. 
L'identification d'Arnould se trouve dans "Etude sue la fondation de l'abbaye de Saint-Jacques-le Mineur en 1015"  à lire ici 
http://www.wobook.com/WBbF4LT7Ao7z/Jules-Vandeweyer/Fondation-de-Saint-Jacques-a-Liege-en-1015.html   pages 18 à 44
Après la mort d'Arnould de Valenciennes (vers 1011), la marche de Valenciennes passa à ses collatéraux, qui reconnurent probablement le suzeraineté flamande.
La personnalité, longtemps énigmatique, d'Arnould de Valenciennes a donné lieu à de nombreuses hypothèses. On l'a confondu avec Arnould de Gand, avec Arnould de Florennes, avec Arnould de Looz (fils d'Otton de Looz).

## Source
- Léon Vanderkindere, La Formation territoriale des principautés belges au Moyen Âge, vol. II, Bruxelles, H. Lamertin, 1902 (réimpr. 1981), 469 p. (lire en ligne), p. 54-56, 74-87